# Procopiu Benția
Procopiu Benția (n. 30 iulie 1878, comuna Hurez, comitatul Făgăraș, Regatul Ungariei – d. 30 decembrie 1943, Făgăraș, Regatul României) a fost un deputat în Marea Adunare Națională de la Alba Iulia, organismul legislativ reprezentativ al „tuturor românilor din Transilvania, Banat și Țara Ungurească”, cel care a adoptat hotărârea privind Unirea Transilvaniei cu România, la 1 decembrie 1918.:p. 77

## Biografie
Procopiu Benția a fost Comandantul Secției Avrig a Legiunii române din județul Sibiu. În anul 1919 a intrat în armata română și a luat parte în gradul de sublocotenent la campania contra Ungariei. A rămas în cadrele active ale armatei servind în Regimentul 90 Inf. Sibiu și Corpul 7 Armată ajungând până la gradul de locotenent colonel.
A fost membru pe viață al Astrei. A fost președinte de onoare al Reuniunii Meșterilor români din Avrig și membru în comitetul de ridicare a bustului lui Gheorghe Lazăr din Avrig. A fost și colaborator permanent al ziarului Cuvântul poporului și Puiul calicului, a publicat versuri în Crai Nou, Cosânzeana, Foaia poporului și Cuvântul poporului.:p. 34

## Activitate politică
În Adunarea Națională din 1 decembrie 1918 a reprezentat comuna Hurez ca delegat de drept.